# Max Velmans
Max Velmans (* 27. Mai 1942) ist emeritierter Professor für Psychologie der Goldsmiths, University of London und hat einen persönlichen Lehrstuhl an der University of London.
Velmans war von 2003 bis 2006 Vorsitzender der Sektion Consciousness and Experiential Psychology der British Psychological Society, an deren Gründung er beteiligt war.
Velmans ist der Autor einer Vielzahl von Schriften zur Erforschung des Bewusstseins und zur Philosophie des Geistes. Dabei hat er eine eigenständige Position entwickelt, die er „Reflexiven Monismus“ nennt. Grundlage ist die Auffassung, dass die Welt auf der untersten Ebene der Analyse eine Einheit bildet bzw. aus einem Verbund einheitlicher Entitäten besteht. Velmans sieht sich in der Tradition Spinozas, wonach der dualistische Gegensatz von Körper und Seele bzw. Geist und Gehirn aufzulösen ist in eine Lehre von zwei Aspekten eines einheitlichen, natürlichen Phänomens. Im Lauf der Evolution sind aus einer zunächst undifferenzierten Struktur unterscheidbare physische Dinge entstanden, von denen einige die Fähigkeit entwickelt haben, bewusste Erfahrungen zu machen. Hierzu zählen auch die Menschen. Auch wenn jedes mit Bewusstsein ausgestattete Individuum eine eigene Perspektive auf seine Umwelt hat, so bleibt es doch in den Gesamtzusammenhang des Universums eingebunden und von diesem abhängig. In diesem Sinne hat das Individuum Teil am Gesamtprozess der Welt. Insbesondere diskutiert Velmans das Paradoxon, dass das Bewusstsein aus der Perspektive der dritten Person keinen Beitrag zur Entstehung von Informationen zu leisten scheint, während dies aus der Perspektive der ersten Person ein notwendiger Bestandteil des menschlichen Handelns zu sein scheint. Für Velmans gibt es keine wissenschaftliche Evidenz, dass bestimmte Funktionen wie Sehen, Hören oder andere sinnliche Erfahrungen die Fähigkeit zur Sprache und zum vernünftigen Denken voraussetzen. Damit sind Bewusstseinsvorgänge nicht nur geistig ausgelöst, sondern Erfahrungen können ihren Ursprung auch außerhalb des Bewusstsein haben. Mit dieser Position wendet sich Velmans nicht nur gegen einen Dualismus, sondern auch gegen eine reduktionistische Naturalisierung des Bewusstseins durch einen Physikalismus, wie ihn etwa Francis Crick oder Daniel Dennett vertreten, oder gegen den Funktionalismus.
Die von Velmans vertretene Auffassung zeigt in ihrer Prozessorientierung Nähe zur Prozessphilosophie, wie sie von Alfred North Whitehead entwickelt wurde.